# واینگلس (مونتانا)
واینگلس (به انگلیسی: Wineglass) شهری در ایالت مونتانا کشور ایالات متحده آمریکا است که جمعیت آن در سرشماری سال ۲۰۱۰ میلادی، ۲۵۶ نفر بوده‌است.